# Margarida Cardeal
Margarida Cardeal (14 de outubro de 1974) é uma actriz portuguesa. Destacou-se na sua carreira de actriz com "Olívia" da novela da RTP Terra Mãe e com "Nazaré" da série da RTP Bem-Vindos a Beirais.

## Filmografia
| Ano         | Projeto                                                 | Papel                       | Notas                 | Canal |
| ----------- | ------------------------------------------------------- | --------------------------- | --------------------- | ----- |
| 1994        | Na Paz dos Anjos                                        | Cliente do Cabeleireiro     | Elenco Adicional      | RTP1  |
| 1997        | Senhores Doutores                                       |                             | Elenco Adicional      | SIC   |
| 1998        | Terra Mãe                                               | Olívia                      | Elenco Principal      | RTP1  |
| 1998 - 1999 | Uma Casa em Fanicos                                     | Filipa                      | Elenco Principal      | RTP1  |
| 1998 - 1999 | Diário de Maria                                         | Nádia                       | Elenco Adicional      | RTP1  |
| 1999        | Jornalistas                                             | Júlia                       | Participação Especial | SIC   |
| 1999        | O Fura-Vidas                                            | Zita                        | Participação Especial | SIC   |
| 2000        | Médico de Família                                       | Maria                       | Elenco Adicional      | SIC   |
| 2000        | Almeida Garrett                                         | Amiga de Rosa               | Elenco Adicional      | RTP1  |
| 2000        | Crianças SOS                                            | Irene Antunes               | Elenco Principal      | TVI   |
| 2001        | O Bairro da Fonte                                       |                             | Participação Especial | SIC   |
| 2001        | Querido Professor                                       | Sandra                      | Participação Especial | SIC   |
| 2001        | O Espírito da Lei                                       | Margarida                   | Participação Especial | SIC   |
| 2002        | Fúria de Viver                                          | Liliana Lobo                | Elenco Principal      | SIC   |
| 2002 - 2003 | Tudo por Amor                                           | Carla                       | Elenco Principal      | TVI   |
| 2003        | O Teu Olhar                                             | Mafalda                     | Elenco Principal      | TVI   |
| 2003        | Saber Amar                                              | Elisete Firmino             | Elenco Principal      | TVI   |
| 2005        | Inspetor Max                                            | Cristina Rodrigues          | Atriz Convidada       | TVI   |
| 2006        | Fala-me de Amor                                         | Teresa Barata               | Elenco Principal      | TVI   |
| 2006 - 2007 | Tu e Eu                                                 | Mariana Freitas             | Elenco Principal      | TVI   |
| 2007        | Uma Aventura                                            | Lombarda                    | Participação Especial | SIC   |
| 2008        | Casos da Vida "Falsas Esperanças" / "O Caso de Mariana" | Dalila Guimarães / Maria    | Elenco Principal      | TVI   |
| 2008        | Liberdade 21                                            | Patrícia                    | Elenco Adicional      | RTP1  |
| 2010        | Laços de Sangue                                         | Graciete Pinto Silva        | Participação Especial | SIC   |
| 2011        | Um Pequeno Desvio                                       | Dra. Carmo                  | Elenco Principal      | TVI   |
| 2011        | Maternidade                                             | Filipa Beirão               | Elenco Adicional      | RTP1  |
| 2011        | Rosa Fogo                                               |                             | Elenco Adicional      | SIC   |
| 2012        | Dancin' Days                                            | Dulce Gomes                 | Participação Especial | SIC   |
| 2012        | Velhos Amigos                                           | Eunice Teixeira Fontes      | Elenco Principal      | RTP1  |
| 2012        | Vidas a Créditos                                        | Matilde                     | Elenco Principal      | RTP1  |
| 2012        | Entre as Mulheres                                       | Maria Fafã                  | Elenco Principal      | RTP1  |
| 2013 - 2016 | Bem-Vindos a Beirais                                    | Nazaré Batista              | Elenco Principal      | RTP1  |
| 2016        | Dentro                                                  | Elsa Teixeira               | Elenco Principal      | RTP1  |
| 2016        | Donos Disto Tudo                                        | Vários Papéis               | Atriz Convidada       | RTP1  |
| 2017        | Inspetor Max                                            | Mãe de Rodrigo              | Participação Especial | TVI   |
| 2017        | Espelho d'Água                                          | Vanda Cardoso               | Participação Especial | SIC   |
| 2017        | Amor Maior                                              | Elsa                        | Elenco Adicional      | SIC   |
| 2019        | Fátima                                                  | Mulher cética               | Elenco Adicional      | RTP1  |
| 2019        | Amar Depois de Amar                                     | Marcela                     | Elenco Adicional      | TVI   |
| 2022        | Lua de Mel                                              | Júlia                       | Elenco Adicional      | SIC   |
| 2022        | A Série                                                 | Amiga na Festa              | Elenco Adicional      | RTP2  |
| 2023        | Morangos com Açúcar (2023)                              | Mãe de Carolina             | Elenco Adicional      | TVI   |
| 2023        | Papel Principal                                         | Carina                      | Elenco Adicional      | SIC   |
| 2024 - 2025 | Senhora do Mar                                          | Cláudia Antunes (inspetora) | Participação Especial | SIC   |